# David Shahar
David Shahar (Gerusalemme, 17 giugno 1926 – Parigi, 2 aprile 1997) è stato uno scrittore israeliano.

## Biografia
David Shahar nasce il 17 giugno 1926 a Gerusalemme da una famiglia ebrea ortodossa residente nella città da 5 generazioni e compie gli studi di psicologia e letteratura ebraica all'Università Ebraica di Gerusalemme.
Pubblica la sua prima opera, la raccolta di racconti Al Ha-Ḥalomot nel 1955 e in seguito dà alle stampe altre short-stories, libri per ragazzi e romanzi tra i quali si ricorda la monumentale opera composta da 8 volumi e scritta nel'arco di trent'anni Heikhal ha-Kelim ha-Shevurim.
Presidente per alcuni anni della Hebrew Writers' Association, vive tra Gerusalemme e Parigi e viene particolarmente apprezzato in Francia, paese che gli dedica il Prix Médicis étranger e la classe di Commendatore dell'Ordine delle arti e delle lettere.
Muore a Parigi all'età di 71 anni il 2 aprile 1997 in seguito a un edema polmonare acuto.

## Opere tradotte in italiano

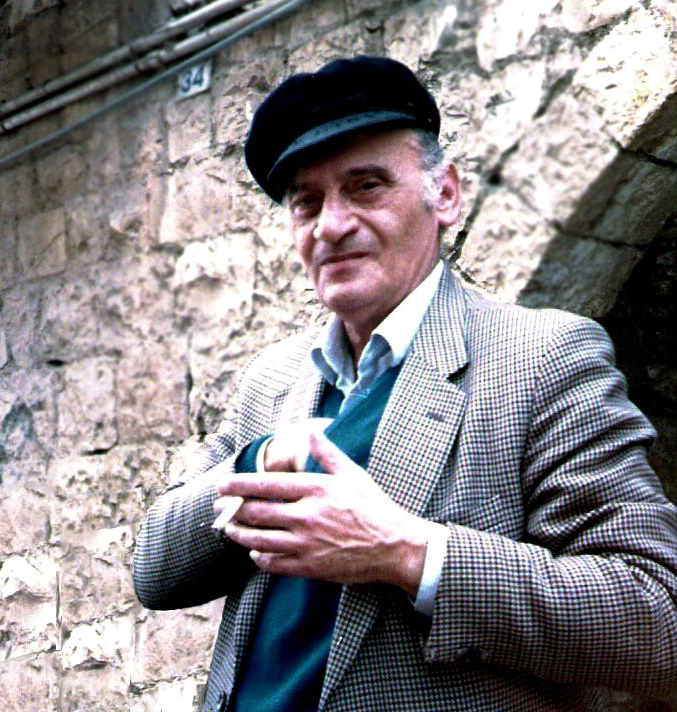
David Shahar nel 1994

- La guerra di Riki (Riki un enfant a Jerusalem, 1987), Trieste, Einaudi ragazzi, 1995 traduzione di Patrizia Varetto ISBN 88-7926-187-8.

## Premi e riconoscimenti
- Prix Médicis étranger: 1981 vincitore con Le Jour de la comtesse